# PC Gamer
PC Gamer è una rivista a cadenza mensile dedicata ai videogiochi per personal computer. Fondata nel 1993 nel Regno Unito, la rivista esce anche negli Stati Uniti (dal 1994); in Italia è stata pubblicata per alcuni anni in forma di traduzione della rivista statunitense. Nella rivista sono pubblicate recensioni dei titoli in uscita, oltre che novità e informazioni sull'intrattenimento videoludico.

## PC Gamer UK
L'edizione britannica di PC Gamer è pubblicata mensilmente dal 1993. Gli abbonati ricevono un'edizione speciale della rivista senza titoli in copertina.
Quasi esclusivamente dedicata ai giochi per PC, la rivista ha la reputazione di fornire recensioni approfondite.
La rivista originariamente veniva fornita con un floppy disk da 3,5 pollici. Successivamente l'allegato è stato un CD (chiamato CD Gamer) e poi un DVD (DVD Gamer); nell'agosto 2011, la rivista britannica ha annunciato che avrebbe smesso di allegare il disco a partire dal numero 232 e lo avrebbe sostituito con più pagine di contenuto all'interno della rivista e omaggi esclusivi.

## PC Gamer US
L'edizione americana di PC Gamer è stata lanciata nel 1994.
Nel 1999, Future US, allora nota come Imagine media, acquistò la rivista rivale PC Games e unì il suo staff nella rivista.
Analogamente all'edizione britannica, alla rivista è stata allegato con un disco (Floppy, CD e poi DVD) di demo, sebbene fossero disponibili versioni senza disco.
Nell'edizione di settembre 2011 di PC Gamer, è stato annunciato che avrebbero abbandonato del tutto il disco demo e si sarebbero concentrati sul miglioramento della qualità della rivista, facendola più grande e stampata su un cartoncino più pesante. Il solito contenuto del disco demo sarà reso disponibile online.

## Edizione italiana
A partire dall'ottobre 1994 è stata pubblicata una versione tradotta in italiano della rivista statunitense.

## Sistema di voto
La rivista utilizza un sistema di votazione percentuale: nell'edizione inglese, i voti più alti sono andati a Civilization II, Half-Life, Half-Life 2 e Quake II (96%); in quella statunitense Sid Meier's Alpha Centauri, Half-Life 2, System Shock 2 e Crysis hanno ottenuto 98%.